# Benissanet
Benissanet egy község Spanyolországban, Tarragona tartományban. Benissanet Móra d’Ebre, Tivissa, Ginestar, Miravet, El Pinell de Brai, Gandesa és Corbera d'Ebre községekkel határos. Lakosainak száma 1186 fő (2024).

## Nevezetességek
A községközponttól északnyugatra található a Torre de Cervelló nevű építmény, ami egy 13–14. századi erődtorony romja.

## Népesség
A település népessége az elmúlt években az alábbi módon változott:
| Lakosok száma | 344  | 1901 | 1613 | 1521 | 1063 | 1169 | 1263 | 1247 | 1161 | 1186 |
|               | 1717 | 1900 | 1940 | 1960 | 1986 | 2005 | 2010 | 2014 | 2019 | 2024 |